# يانيس يوسف
يانيس يوسف هو لاعب كرة قدم جزائري في مركز الوسط، ولد في 2 أكتوبر 1989 في ايستر في فرنسا. لعب مع اتحاد البليدة واتحاد الحراش وخيمناستيك طركونة ومولودية الجزائر.

## وصلات خارجية
- يانيس يوسف على موقع قاعدة بيانات كرة القدم.إي يو (الإنجليزية)
- يانيس يوسف على موقع Soccerway.com (الإنجليزية)